# Pożarewo (obwód sofijski)
Pożarewo (bułg. Пожарево) – wieś w Bułgarii, w obwodzie sofijskim, w gminie Bożuriszte. Według danych szacunkowych Ujednoliconego Systemu Ewidencji Ludności oraz Usług Administracyjnych dla Ludności, 15 czerwca 2020 roku miejscowość liczyła 393 mieszkańców.

## Osoby związane z miejscowością

### Urodzeni
- Iwan Pożarewski (1896–?) – bułgarski oficer, pułkownik